# Гидрометеорология

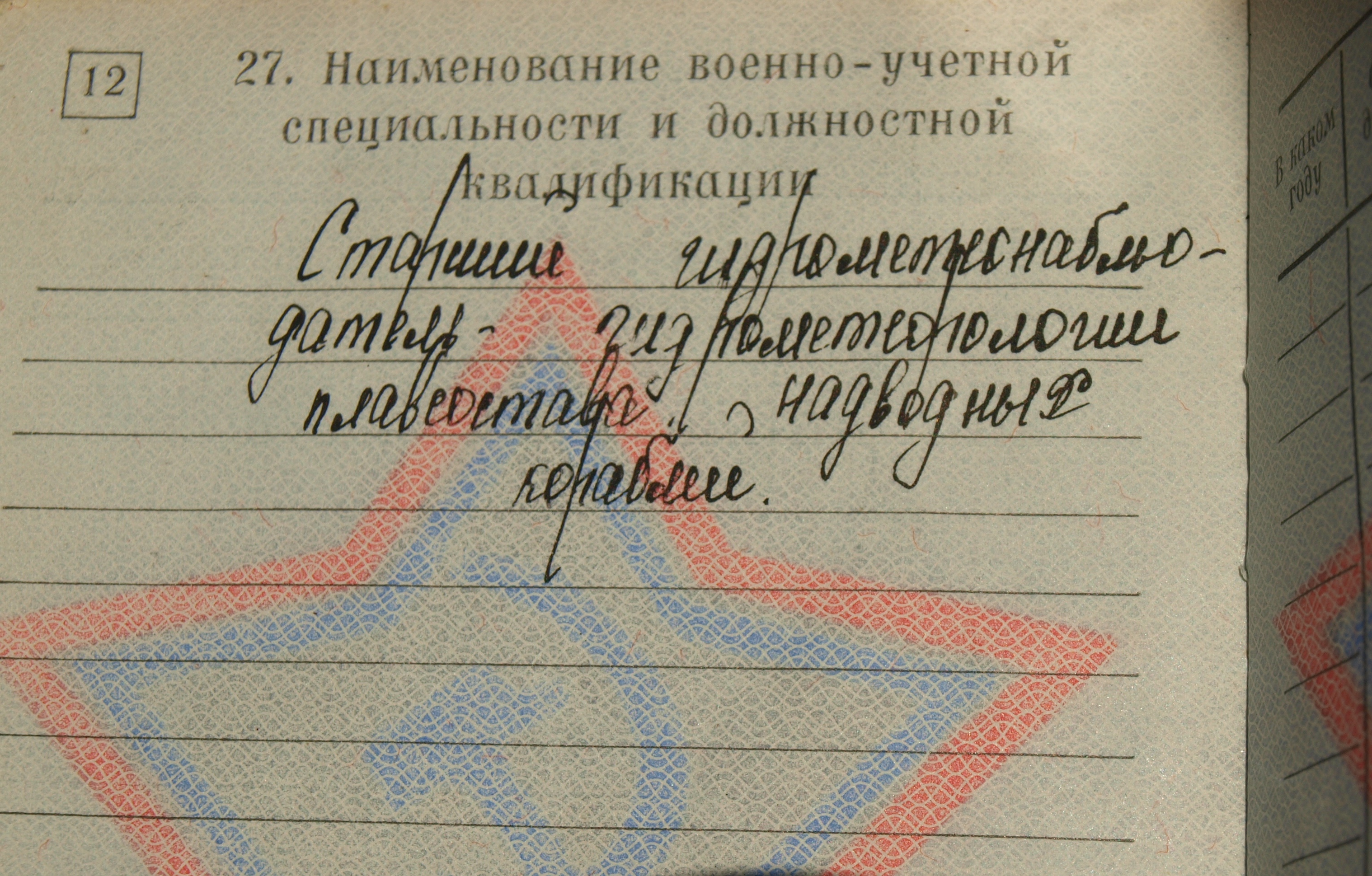
Страница военного билета Вооружённых сил СССР
с указанием военно-учётной специальности и должностной квалификации матроса Гидрографической службы Черноморского флота ВМФ СССР (1986—1989 годы): «старший гидрометеонаблюдатель гидрометеорологии плавсостава надводных кораблей»

Гидрометеороло́гия (греч. Υδρομετεωρολογία; от др.-греч. ὕδωρ — «вода» + др.-греч. μετ-έωρα — «небесные явления» + др.-греч. λογία — «наука») — комплекс наук о гидросфере и атмосфере Земли, включающий океанологию, метеорологию и гидрологию суши.

## Основные задачи гидрометеорологии
- исследование состояния водной и воздушной оболочек Земли
- изучение основных взаимосвязей между компонентами климатической системы
- исследование процессов и последствий антропогенного воздействия на атмосферу и гидросферу на глобальном, региональном и локальном уровнях
- изучение опасных природных явлений (смерчи и т. д.)
- прогнозирование состояния климатической системы на глобальном, региональном и локальном уровнях
- обеспечение хозяйственной деятельности человека[2][3]
- в военном деле — гидрометеорологическое обеспечение боевых действий[4][5]

## Предмет гидрометеорологии
Предметом гидрометеорологии является изучение атмосферы, вод суши и Мирового океана в их взаимосвязи.

## Основные методы гидрометеорологии
- полевые и экспедиционные наблюдения
- дистанционное зондирование
- численное и лабораторное моделирование[6]

## Российские государственные органы управления гидрометеорологическим обеспечением
- Федеральная служба по гидрометеорологии и мониторингу окружающей среды (Росгидромет)
- Гидрометеорологическая служба Вооружённых сил Российской Федерации[4]
- Гидрографическая служба России

## Гидрометеорология в образовательных учреждениях

### Специальность высшего образования
- «Гидрометеорология» и «Прикладная гидрометеорология» — специальности высшего образования. Срок обучения по программе бакалавриата на дневных отделениях российских вузов – 4 года[7][8][9], по программе магистратуры — 2[9].
- Направления «Гидрометеорология» и «Прикладная гидрометеорология» присутствуют во всех этапах Всероссийской студенческой олимпиады[10]

### Профильные учебные заведения
«Гидрометеорология» присутствует в названиях
- вузов:
  - Российский государственный гидрометеорологический университет
  - Одесский гидрометеорологический институт (название с 1944 по 2001 год)
- факультетов:
  - гидрометеорологический факультет Военно-воздушной академии имени профессора Н. Е. Жуковского и Ю. А. Гагарина[11]
  - факультет гидрометеорологического обеспечения экономико-управленческой деятельности в отраслях и комплексах Российского государственного гидрометеорологического университета[12]
- кафедр:
  - кафедра океанологии и гидрометеорологии Дальневосточного федерального университета[13]
  - кафедра навигационной гидрометеорологии и экологии Государственного университета морского и речного флота имени адмирала С. О. Макарова[14]
  - кафедра гидрометеорологии и геоэкологии Башкирского государственного университета[15]
- техникумов:
  - Харьковский гидрометеорологический техникум
  - Херсонский гидрометеорологический техникум
  - Государственное бюджетное профессиональное образовательное учреждение Московской области «Гидрометеорологический техникум»[16]
  - Ростовский-на-Дону гидрометеорологический техникум[17]
- колледжей:
  - Владивостокский гидрометеорологический колледж[18]

### Избранная учебная литература
- Стехновский Д. И., Зубков А. Е., Петровский Ю. С. Навигационная гидрометеорология. — М.: Изд. Транспорт. 1971. — 280 с.
- Рассукованый Л. С., Дмитриев В. И. Навигация и лоция, навигационная гидрометеорология, электронная картография. — М.: Моркнига. 2016. — 326 с.
- Рожков В. А. Статистическая гидрометеорология. Ч. 1: Термодинамика. Учебное пособие. — СПб.: Изд. СПбГУ. 2013. — 188 с.
- Алексеевский Н. И., Добролюбов С. А., Кислов А. В., Полякова А. В. Программа дисциплины «Современные проблемы гидрометеорологии» // Публикация на сайте Географического факультета МГУ